# Hohenpolding
Hohenpolding é um município da Alemanha, no distrito de Erding, na região administrativa de Oberbayern , estado de Baviera.